# Estación de Las Franquesas del Vallés
Las Franquesas del Vallés (oficialmente y en catalán Les Franqueses del Vallès) es una estación ferroviaria situada en el municipio español homónimo, en la provincia de Barcelona, comunidad autónoma de Cataluña. Forma parte de la línea R3 de Cercanías Barcelona.
Además de esta estación, en el término municipal de Las Franquesas del Vallés hay otra muy cerca del límite con Granollers.

## Situación ferroviaria
Se encuentra en el pk. 31,4 de la línea férrea de ancho ibérico que une Barcelona con Ripoll a 178 metros de altitud. El tramo es de vía única y está electrificado.
Hay un proyecto de desdoblamiento desde La Garriga hasta Parets que permitirá aumentar el servicio ferroviario en dicho tramo.

## Servicios ferroviarios

### Cercanías
Forma parte de la línea R3 de Cercanías Barcelona operada por Renfe.
| << cabecera | < estación            | línea | estación > | cabecera >>                              |
| --- | --------------------- | ----- | ---------- | ---------------------------------------- |
| Rodalies de Catalunya de Renfe                                                                                         |                       |       |            |                                          |
| Hospitalet | Granollers-Canovellas |       | La Garriga | La Garriga Vich Ripoll Ribas de Freser 1 |
| 1. Algunos trenes dirección Ripoll / Ribas de Freser / Puigcerdá / Latour-de-Carol no efectúan parada en esta estación |                       |       |            |                                          |